# Centropogon steinii
Centropogon steinii är en klockväxtart som beskrevs av Thomas G. Lammers. Centropogon steinii ingår i släktet Centropogon och familjen klockväxter. Inga underarter finns listade i Catalogue of Life.